# 圣雷米绍塞
圣雷米绍塞（法語：Saint-Remy-Chaussée，亦作，法語發音：[sɛ̃ ʁemi ʃose]）是法国上法蘭西大區北部省的一个市镇，位于该省东部，属于埃尔普河畔阿韦讷区。

## 地理
圣雷米绍塞（50°10'12"N, 3°52'18"E）面积5.17 平方千米，位于法国上法蘭西大區北部省，该省份为法国最北部的省份及最长的省份，西北濒北海，西接加来海峡省，南至埃纳省和索姆省，东与比利时接壤。
与圣雷米绍塞接壤的市镇（或旧市镇、城区）包括：巴尚、欧努瓦-艾姆里、埃屈埃兰、蒙索圣瓦、圣欧班、埃尔普河畔圣伊莱尔。
圣雷米绍塞的时区为UTC+01:00、UTC+02:00（夏令时）。

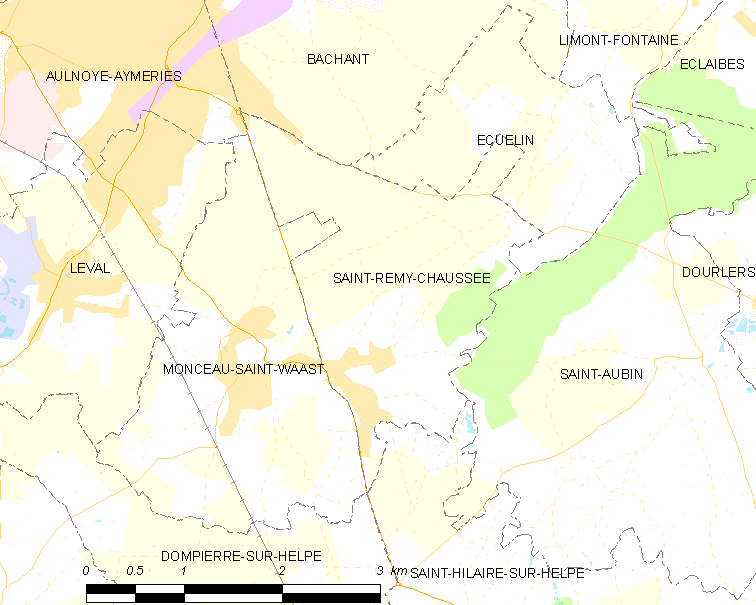
圣雷米绍塞的OSM定位图

## 行政
圣雷米绍塞的邮政编码为59620，INSEE市镇编码为59542。

## 政治
圣雷米绍塞所属的省级选区为欧努瓦-艾姆里县。

## 人口

1962-2008年间圣雷米绍塞人口变化图示

圣雷米绍塞于2022年1月1日时的人口数量为473人。